# Irena Szewińska
Irena Szewińska, geb. Kirszenstein (geboren am 24. Mai 1946 in Leningrad, Sowjetunion; gestorben am 29. Juni 2018 in Warschau) war eine polnische Leichtathletin und Olympiasiegerin. Sie war auch nach dem Ende ihrer aktiven Zeit als Sportlerin in ihrer Heimat populär.

## Sportliche Karriere

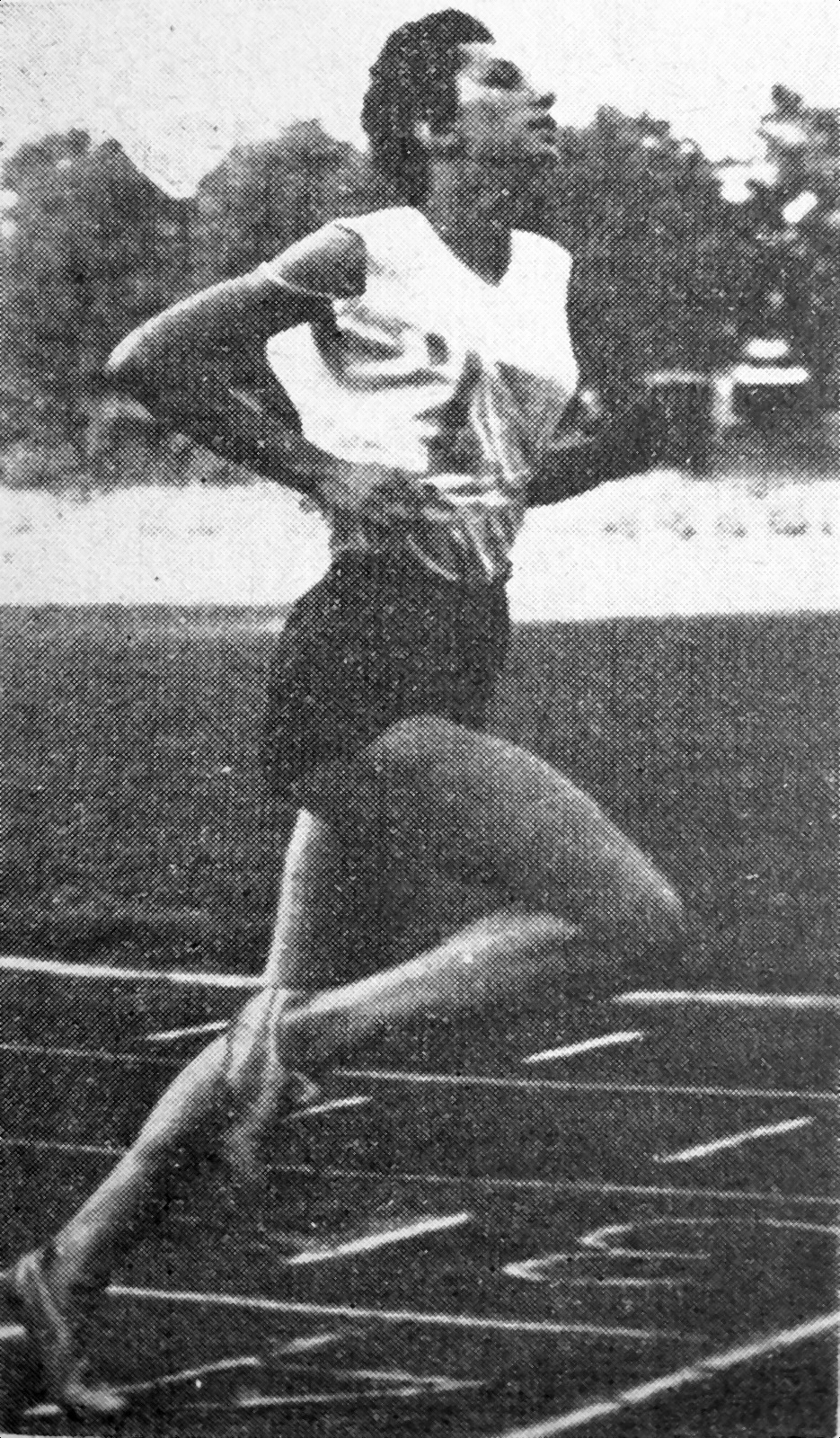
Irena Kirszenstein 1964

Im Jahre 1946 kam sie als Kind jüdischer Eltern in einem Flüchtlingslager in Leningrad zur Welt. Mit 14 Jahren begann sie mit der Leichtathletik und zeichnete sich im Sprint und im Weitsprung aus. Als 18-Jährige gewann sie mit der polnischen Staffel bei den Olympischen Spielen in Tokio die Goldmedaille über 4-mal 100 Meter; in den Einzelwettkämpfen gewann sie außerdem die Silbermedaillen im Weitsprung und im 200-Meter-Lauf. Bei den Europameisterschaften 1966 gewann sie drei Goldmedaillen (200 Meter, Weitsprung, 4-mal-100-Meter-Staffel) und wurde Zweite über 100 Meter.
Sie heiratete 1967 ihren Trainer Janusz Szewiński und startete im Jahr darauf bei den Olympischen Spielen in Mexiko-Stadt unter ihrem neuen Namen Szewińska. Sie gewann die Goldmedaille über 200 Meter mit der Weltrekordzeit von 22,5 s und die Bronzemedaille über 100 Meter.
Nach einer Babypause 1970 errang sie jeweils eine Bronzemedaille bei den Europameisterschaften 1971 in Helsinki und bei den Olympischen Spielen 1972 in München. Bei den Europameisterschaften 1974 folgten zwei weitere Europameistertitel über 100 Meter und 200 Meter sowie eine Bronzemedaille mit der 4-mal-100-Meter-Staffel.
Im Verlauf der 1970er Jahre wechselte sie auf die 400-Meter-Strecke und blieb von 1973 bis 1978 ungeschlagen. Bei den Olympischen Spielen 1976 in Montréal siegte sie auf dieser Distanz mit der Weltrekordzeit von 49,28 s und einem Vorsprung von über einer Sekunde.
Bei den Europameisterschaften 1978 wurde sie über 400 Meter und mit der 4-mal-400-Meter-Staffel jeweils Dritte. Ihre Karriere beendete sie nach den Olympischen Spielen 1980 in Moskau, bei denen sie verletzt ausschied.
1966 und 1974 wurde sie zu Europas Sportlerin des Jahres gekürt. 2012 wurde Szewińska in die neu begründete IAAF Hall of Fame aufgenommen. Am 29. Juni 2018 verstarb Irena Szewińska im Alter von 72 Jahren in Warschau.

## Tätigkeit als Sportfunktionärin
Von 1997 bis 2009 leitete sie den polnischen Leichtathletikverband PZLA. Seit 1998 war Irena Szewińska Mitglied des IOC und nahm u. a. die Siegerehrung 2004 bei den Olympischen Spielen in Athen über 100 Meter Schmetterling vor, als die Polin Otylia Jędrzejczak ihre erste Silbermedaille erhielt. 2005 wurde sie im Vorfeld der Leichtathletik-Weltmeisterschaften 2005 in Helsinki in das Council der IAAF gewählt.

## Familie
Sie war seit 1967 mit ihrem Trainer Janusz Szewiński verheiratet. Aus der Ehe gingen zwei Söhne, darunter der Volleyballspieler und spätere Senator Andrzej, hervor.

## Weltrekorde
100 m
- 9. Juli 1965 in 11,1 s
- 14. Juni 1968 in 11,1 s

200 m
- 7. September 1965 in 22,7 s
- 18. Juni 1968 in 22,5 s
- 13. Juli 1974 in 22,21 s (erst 1978 von Marita Koch unterboten)

400 m
- 22. Juli 1974 in 49,9 s
- 22. Juli 1976 in 49,75 s
- 29. August 1976 in 49,28 s